# 슐레프주

슐레프주

슐레프주(아랍어: ولاية الشلف)는 알제리 북부에 위치한 주로, 주도는 슐레프이며 면적은 4,975km2, 인구는 1,013,718명(2008년 기준)이다.